# Psyche (zespół muzyczny)
Psyche – kanadyjska grupa muzyczna wykonująca synth pop. Jej liderem jest Darrin Huss.

## Dyskografia
- 1985: Insomnia Theatre
- 1986: Unveiling the Secret
- 1988: Mystery Hotel
- 1989: The Influence
- 1990: Tales from the Darkside
- 1991: Daydream Avenue
- 1993: 69 Minutes of History (Best of)
- 1994: Intimacy
- 1994: Private Desires (EP)
- 1996: Strange Romance
- 1998: Love Among the Ruined
- 2000: Misguided Angels
- 2001: Sanctuary
- 2001: The Hiding Place
- 2002: Endangered Species
- 2003: Babylon Deluxe
- 2004: Legacy (US Best of 1991–2004)
- 2005: The 11th Hour
- 2006: Unveiling the Secret 2.0
- 2007: Club Salvation
- 2008: Disorder (7" single)
- 2009: Noche Oscura (Live in Mexico)
- 2009: Until the Shadows
- 2010: Re-Membering Dwayne
- 2011: Insomnia Theatre Box